# Society for Conservation Biology
La Society for Conservation Biology (SCB) è una società internazionale non a scopo di lucro dedita allo studio scientifico di "mantenimento, perdita e restaurazione della diversità biologica".  La società conta oltre 10.000 membri in tutto il mondo, con 31 sedi negli Stati Uniti e altre 13 nel resto del mondo.
La società si originò negli anni '70 del Novecento, quando la biologia della conservazione stava emergendo come una disciplina a sé stante. La dicitura biologia della conservazione (en.conservation biology) fu coniata a una conferenza di ecologi e biologi delle popolazioni presso la University of Michigan, che culminò nella pubblicazione del libro "Conservation Biology" An Evolutionary-Ecological Perspective . Questo libro si dimostrò altamente influente, arrivando a vendere decine di migliaia di copie in tutto il mondo. Intorno alla metà degli anni '80, l'interesse scientifico era tale da necessitare la creazione formale di una società scientifica, e pubblicare una rivista scientifica, col nome di Conservation Biology. La pubblicazione della rivista cominciò nel 1987, ad opera della casa editrice Blackwell Scientific Publishers. Ad essa, a partire dal 2007, si è aggiunta la pubblicazione della rivista Conservation Letters.